# 응우옌하이롱
응우옌하이롱(베트남어: Nguyễn Hai Long, 2000년 8월 27일~)는 베트남의 축구 선수로, 포지션은 중앙 미드필더. 현재 V리그 1의 하노이 FC와 베트남 축구 국가대표팀 소속으로 활동하고 있다.